# Misoprostolo
Il misoprostolo è un farmaco, analogo sintetico della prostaglandina E1 (PGE1), che viene utilizzato per la prevenzione delle ulcere gastriche indotte dai farmaci anti-infiammatori non steroidei (FANS) , per trattare l'aborto spontaneo, per indurre il travaglio di parto, e come farmaco abortivo. Quest'ultimo uso è off-label in Italia e controverso in molti altri paesi. Viene utilizzato per via endouterina, non in ambiente medico, per provocare un aborto volontario.
Il misoprostolo è stato sintetizzato e commercializzato dalla GD Searle & Company (ora nota come Pfizer) con il nome commerciale di Cytotec. Attualmente sono disponibili altre formulazioni di marca e farmaci generici/equivalenti.

## Farmacocinetica
Dopo somministrazione orale misoprostolo viene ampiamente assorbito dal tratto gastrointestinale. Il farmaco si distribuisce rapidamente nei tessuti biologici ed il picco plasmatico viene raggiunto nel giro di 15 minuti. Il legame di misoprostolo alle proteine plasmatiche è intorno all' 85%. L'emivita di eliminazione plasmatica del farmaco è di 20-40 minuti, quella dei metaboliti è di 1,5 ore. Il farmaco raggiunge lo steady state entro 48 ore. La maggior parte di una dose assunta oralmente (circa l'85%) viene escreta nelle urine, sotto forma di metabolita inattivo, ed in minor quantità (15% circa) nelle feci.

## Farmacodinamica
Il misoprostolo è un analogo sintetico della prostaglandina E1 capace di esercitare un'azione citoprotettiva sulla mucosa gastrica ed intestinale. Questa azione si attua grazie alla stimolazione di normali meccanismi fisiologici quali la secrezione di bicarbonati, la produzione di muco, il flusso ematico a livello della mucosa. La rafforzata integrità della barriera mucosa stimolata da misoprostolo migliora la protezione nei confronti di tutta una serie di sostanze lesive, quali l'acido acetilsalicilico ed altri FANS, l'alcool etilico, i sali biliari.

Misoprostolo inibisce inoltre la secrezione acida gastrica grazie a un'azione esercitata sulle cellule parietali: nello specifico il farmaco va ad inibire l'adenilato ciclasi portando a una riduzione dei livelli di AMP ciclico, deprimendo l'attività della pompa acida a livello delle cellule parietali. L'inibizione della secrezione è riscontrabile sia in condizioni basali che dopo stimolo con istamina, pentagastrina, cibo, caffè ed altre sostanze.

### Interazioni
La cosomministrazione di FANS e misoprostolo in rari casi può causare un innalzamento della AST ed ALT ed edema periferico.
Misoprostolo non sembra avere un effetto inibitorio e neppure induttivo sul citocromo P450 ed isoenzimi. Il farmaco non interferisce con i diversi FANS con cui viene spesso somministrato nei soggetti in terapia analgesica per sintomi da osteoartrosi ed artriti.

## Usi clinici
Il farmaco trova impiego nella prevenzione delle ulcere gastroduodenali indotte dall'utilizzo dei farmaci antinfiammatori non steroidei.
Viene usato anche nei soggetti affetti da ulcere duodenali e gastriche e nella terapia delle ulcere peptiche indotte dai farmaci anti-infiammatori non steroidei, nei soggetti artrosici ad alto rischio, anche proseguendo con la somministrazione dei FANS.
Poiché altre classi di farmaci, come gli antagonisti del recettore H2 e gli inibitori della pompa protonica, sono più efficaci per il trattamento dell'ulcera peptica acuta, il misoprostol è indicato solo per l'uso da parte di persone che assumono FANS e sono ad alto rischio di ulcere indotte da FANS, compresi gli anziani e le persone con complicanze legate all'ulcera.

### Dosi terapeutiche
Nella prevenzione delle ulcere gastroduodenali associate a terapia con FANS si assume in genere una compressa da 200 mcg, 2-4 volte al dì.
Nel trattamento dell'ulcera duodenale o gastrica il dosaggio è pari a 800 mcg al giorno, suddivisi in 2 o più somministrazioni. La terapia viene in genere proseguita per un periodo pari a 4-8 settimane, anche in caso di precoce miglioramento della sintomatologia.

### Off label
Misoprostolo può essere utilizzato per indurre il travaglio di parto. Il farmaco provoca contrazioni uterine e la maturazione con assottigliamento della cervice uterina. Poiché il misoprostolo è un analogo della prostaglandina E, legandosi ai recettori uterini, causa potenti spasmi miometriali che favoriscono l'espulsione del feto.

Il farmaco è più efficace nel dare inizio al travaglio di parto rispetto agli altri farmaci utilizzati per l'induzione ed è anche molto meno costoso, ad esempio rispetto al dinoprostone.
L'ossitocina è stata a lungo utilizzata farmaco standard per l'induzione del travaglio, ma non funziona bene quando il collo dell'utero non è ancora maturo. Misoprostolo oltre ad essere usato da solo per indurre il parto può essere utilizzato in combinazione con l'ossitocina.
Il protocollo per indurre il travaglio di parto con misoprostolo tipicamente si basa sulla somministrazione di 25 µg per via vaginale. Nei paesi, come l'Italia, nei quali l'unico uso approvato per il misoprostolo è la prevenzione delle ulcere da FANS, il farmaco non è mai venduto in compresse dal dosaggio inferiore a 100 µg (in Italia il dosaggio più basso è pari a 200 µg).
Per tale motivo le compresse, se usate per l'induzione del travaglio, vengono suddivise in 2 o 4 parti.

### Effetti collaterali ed avversi
Il farmaco può causare capogiri, cefalea, costipazione, dispepsia, flatulenza, nausea e vomito, rash cutanei.
Molto comuni anche dolore addominale e diarrea, in genere dose-dipendenti e con tendenza a manifestarsi più frequentemente nella fase iniziale della terapia. Normalmente questi ultimi due sintomi sono moderati ed autolimitanti e raramente richiedono la sospensione della terapia.

### Controindicazioni
Il farmaco è controindicato nei soggetti con ipersensibilità accertata al principio attivo, o con storia di ipersensibilità verso altre prostaglandine.

Anche la gravidanza accertata o presunta è motivo di controindicazione in quanto misoprostolo aumenta il tono e le contrazioni uterine. Questa azione può causare l'espulsione parziale o totale del feto.